# Karel Huyn van Amstenrade
Karel Huyn van Amstenrade (± 1555 - 1631), ook wel Carel en Huyn van Amstenraedt genoemd, was een buitenechtelijke kleinzoon van Werner Huyn van Amstenrade. Hij was de stichter van de zogenoemde bastaardtak van Brustem.

## Militaire carrière
Karel was kolonel in Staatse dienst.
In 1618 kreeg Venetië goedkeuring om 12 schepen voor rekening van de Republiek der Zeven verenigde Nederlanden te huren, uit te rusten, en krijgsvolk te werven om de schepen te bemannen.

Resident Surano gaf Karel het bevel over dit krijgsvolk.
Karel stierf in 1631 als generaal-majoor aan verwondingen opgelopen in Maagdenburg in de Dertigjarige Oorlog.

## Trivia
Het is merkwaardig dat hij een van de weinig edelen van Overmaas was die tussen 1600 en 1625 aan Staatse zijde vocht. De rest van zijn familie stond aan de Spaanse zijde.

Zijn broer Arnold vocht als kapitein en ritmeester in de oorlog waarin Karel stierf voor de tegenpartij, de Duitse keizer.